# Ichneumon annulator
Ichneumon annulator là một loài tò vò trong họ Ichneumonidae.